# Urso-pardo-de-ussuri

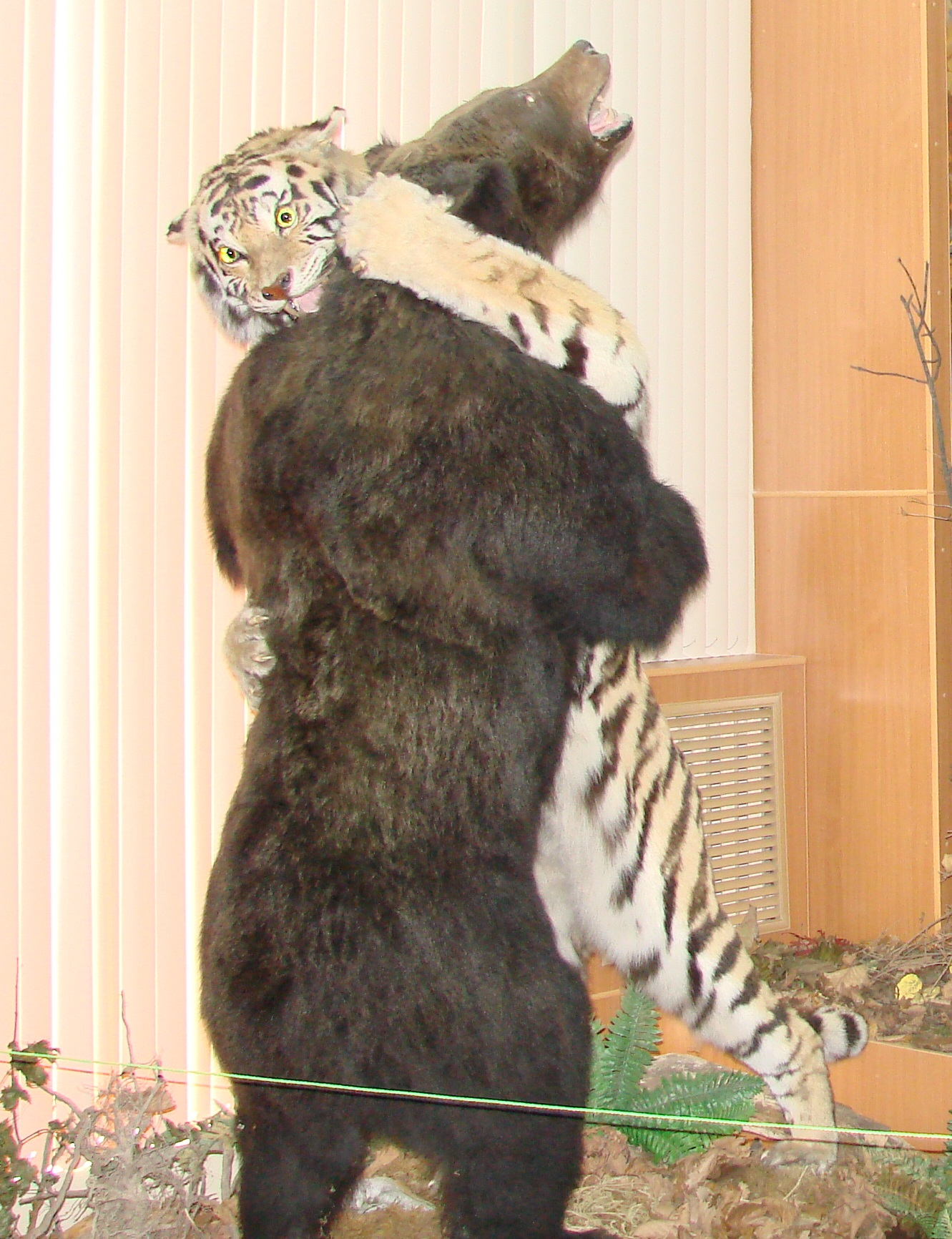
Exibição de taxidermia de um tigre siberiano lutando com um urso pardo no Museu de Vladivostok

O urso-pardo de Ussuri (Ursus arctos lasiotus), também conhecido como o urso de amur, urso-de-ussuri é uma subespécie do urso pardo. Os ursos pardos de Ussuri aproximam-se do urso-de-kodiak em tamanho.

## Aparência
É muito semelhante ao urso-pardo-de-kamchatka , embora tenha um crânio mais alongado, testa menos elevada, ossos nasais um pouco mais longas e arcos zigomáticos menos separados, e é um pouco mais escuro, com alguns indivíduos completamente negros, fato que uma vez levou à especulação agora refutada que os indivíduos negros eram híbridos de ursos marrons e ursos negros asiáticos. Machos adultos têm crânios medindo 38,7 cm de comprimento e 23,5 cm de largura.

## Comportamento e biologia
Na Península de Shiretoko , especialmente na área chamada "Banya", muitas fêmeas com filhotes geralmente se aproximam dos pescadores e passam um tempo perto das pessoas. Esse comportamento único foi notado em primeiro lugar há mais de meio século, sem vítimas ou acidentes registrados. Especula-se que as fêmeas e seus filhotes se aproximem dos pescadores para evitar encontrar machos adultos agressivos.

### Hábitos alimentares
Em Sikhote Alin , os ursos-pardos de Ussuri geralmente se escondem em tocas escavadas em encostas, embora em raras ocasiões denigam afloramentos rochosos ou constroem ninhos de terra. Estes ursos pardos raramente encontram ursos pretos de Ussuri , porque vivem em altitudes mais elevadas e em declives mais íngremes do que a última espécie. Eles podem, em raras ocasiões, atacar seus primos pretos menores.
No meio Sakhalin na primavera, os ursos pardos se alimentam do mirtilo vermelho do ano anterior, formigas e destroços , e no final da temporada, eles se concentram nos brotos e rizomas de capim alto. Na parte sul da ilha, eles se alimentam principalmente de flotsam, bem como insetos e galhos de bordo.
Em Hokkaido, o urso pardo tem uma dieta que inclui pequenos e grandes mamíferos, peixes, pássaros e insetos, como formigas.

### Relação com os tigres
Ursos pardos de Ussuri são ocasionalmente predados por tigres-siberianos , e constituem cerca de 1% de sua dieta (e até 18,5%, juntamente com os ursos negros em casos muito particulares). Os tigres siberianos geralmente atacam os ursos marrons no inverno durante a hibernação do urso. Eles são tipicamente atacados por tigres com mais frequência do que os ursos negros menores, devido ao seu hábito de viver em áreas mais abertas e sua incapacidade de escalar árvores. Ao caçar ursos, os tigres se posicionarão do lado de sotavento de uma rocha ou de uma árvore caída, esperando que o urso passe. Quando o urso passa, o tigre vai saltar de uma posição suspensa e pegar o urso debaixo do queixo com uma pata dianteira e a garganta com a outra. O urso imobilizado é então morto com uma mordida na coluna vertebral. De 1944 a 1959, mais de 32 casos de tigres atacando ursos foram registrados no Extremo Oriente russo. No mesmo período, foram relatados quatro casos de ursos pardos matando tigres fêmeas e jovens, tanto em disputas por presas quanto em autodefesa.

Ursos pardos grandes podem realmente se beneficiar da presença do tigre apropriando-se das carcaças da caça do tigre, já que os ursos podem não ser capazes de caçar com sucesso. Durante a pesquisa de telemetria na reserva natural de Sikhote-Alin , 44 confrontos diretos entre os dois predadores foram observados, nos quais os ursos foram mortos em 22 casos e os tigres em 12 casos. 